# Sekai Ninja Sen Jiraiya
Sekai Ninja Sen Jiraiya (世界忍者戦ジライヤ Sekai Ninja Sen Jiraiya traducido como Guerrero Mundial Ninja Jiraiya) es una serie japonesa del género Tokusatsu, parte de la saga Metal Hero creada por Toei Company y emitida por TV Asahi del 24 de enero de 1988 al 24 de enero de 1989.

## Trama
La historia se centra alrededor de un joven ninja llamado Toha Yamaji, que debe concentrarse contra numerosos maestros ninja de diferentes partes del mundo por ponerse una armadura especial para convertirse en su alter ego Jiraiya.

## Reparto
- Takumi Tsutsui: Tōha Yamaji
- Megumi Sekiguchi: Kei Yamaji
- Takumi Hashimoto: Manabu Yamaji
- Masaaki Hatsumi :Tetsuzan Yamaji
- Issei Hirota: Ryō Asuka
- Tomoko Taya: Rei Yagyū
- Hiromi Nohara: Benikiba
- Machiko Soga: Kumo-Gozen's forma frontal
- Hizuru Uratani: Kumo-Gozen's forma posterior

- Datos: Q210819